# Дорощенко, Иван Васильевич
Иван Васильевич Дорощенко (Дорошенко) (1922—2002) — помощник командира разведывательного взвода 14-го стрелкового полка 72-й стрелковой дивизии 21-й армии, старший сержант. На момент представления к награждению орденом Славы I степени. Почётный гражданин города Городок.

## Биография
Родился 5 мая 1922 года в деревне Дубровка Городокского района Витебской области Белоруссии в крестьянской семье. В 1937 году после окончания семилетки был отправлен учиться в Грозненский нефтяной техникум. Работал забойщиком на шахтах Донбасса.
Начало Великой Отечественной войны застало его в родных краях. Вынужден был остаться на оккупированной территории. Летом 1942 года ушел в партизаны. Осенью 1942 года был направлен учиться в 1-ю Московскую специальную диверсионную школу. С мая 1943 года в составе Калининской партизанской бригады участвовал в спецоперациях по освобождению блокадного Ленинграда. Был награждён орденом Красной Звезды. В одном из боев был ранен, направлен на лечение в госпиталь в город Ленинград.
В апреле 1944 года был призван в Красную Армию Октябрьским райвоенкоматом города Ленинграда. Был направлен в 72-ю стрелковую дивизию, и, как имеющий боевой опыт диверсионной работе в партизанском отряде, был зачислен во взвод разведки 14-го стрелкового полка. Весь дальнейший боевой путь прошел в составе этого полка. Воевал на Ленинградском и 1-й Украинском фронтах.
12-13 июня 1944 года в наступательных боях по прорыву оборонный противника у посёлка Белоостров и в период форсирования реки Сестра сержант Дорощенко обнаружил три вражеские огневые точки, которые были уничтожены полковой артиллерией. Группа захвата, в составе которой действовал сержант Иван Дорощенко, добыла «языка».
Приказом по частям 72-й стрелковой дивизии от 2 июля 1944 года за мужество и отвагу проявленные в боях сержант Дорощенко Иван Васильевич награждён орденом Славы 3-й степени, который был вручён ему на поле боя.
В феврале 1941 года в составе 21-й армии, дивизия, в составе которой воевал разведчик Дорощенко, была переброшена на 1-й Украинский фронт, участвовала в боях за освобождение Польши. В этих боях сержант Дорощенко был уже помощников командира взвода.
24 марта 1945 года под городом Нейсе сержант Дорощенко захватил легковую машину и офицера связи. К этому времени, за период боёв, вместе с бойцами взвода, Дорощенко захватил девять «языков» и истребил свыше трех десятков противников.
Приказом по войскам 21-й армии от 12 апреля 1945 года за мужество и отвагу проявленные в боях сержант Дорощенко Иван Васильевич награждён орденом Славы 2-й степени.
4 мая 1945 года в боях за населённый пункт Цабтен, расположенный в пятидесяти километрах юго-восточнее города Лигниц старший сержант Иван Дорощенко с разведчиками уничтожил свыше десяти пехотинцев и взял в плен семерых, в том числе трёх офицеров противника.
Указом Президиума Верховного Совета СССР от 27 июня 1945 года за образцовое выполнение заданий командования в боях с немецко-вражескими захватчиками старший сержант Дорощенко Иван Васильевич награждён орденом Славы 1-й степени, став полным кавалером ордена Славы.
24 июня 1945 года И. В. Дорошенко в составе сводного полка 1-го Украинского фронта участвовал в Параде Победы в Москве на Красной площади. После войны участвовал в ликвидации бандформирований на территории Львовской области.
Проступок, совершенный вскоре после Победы, надолго перечеркнул боевые заслуги разведчика. Находясь в отпуске на родине, в состоянии алкогольного опьянения, совершил хищение из магазина сельпо. При задержании у него был изъят трофейный пистолет. 6 декабря 1944 года трибуналом Витебского гарнизона был осужден по статьям 241б и 145а УК БССР к 5 годам лишения свободы. Указом Президиума Верховного Совета СССР от 3 марта 1950 года лишён государственных наград.
Находясь в местах заключения, из-за конфликтов с уголовниками и с руководством лагеря, получил ещё два срока. Только в 1960-х годах вышел на свободу.
Некоторое время жил и работал в Пензенской области. В 1979 году вернулся на родину, в город Городок. Продолжал трудовую деятельность в совхозе «Заозёрский» Городокского района. В 1984 году вышел на пенсию. Дважды обращался с запросом о восстановлении в правах на награды, его поддержали однополчане.
Указом Президиума Верховного Совета СССР от 24 июля 1985 года восстановлен в правах на награды.
Жил в городе Городок Витебской области Белоруссии. Скончался 28 августа 2002 года. Похоронен на кладбище поселка Езерище Городокского района.
Почётный гражданин города Городок.

## Награды и звания
Награждён орденами Отечественной войны I степени, Красной Звезды, Славы I, II и III степеней, медалями, в том числе медалями «Партизану Отечественной войны» II степени, «За оборону Ленинграда», «За победу над Германией в Великой Отечественной войне 1941—1945 гг.». 
15 апреля 1999 года Указом Президента Республики Беларусь был награждён Орденом «За службу Родине» III степени.

## Память
- В мае 2005 года имя полного кавалера Ордена Славы Ивана Васильевича Дорощенко присвоено Городокскому государственному профессионально-техническому колледжу сельскохозяйственного производства.
- Имя И. В. Дорощенко на Аллее Героев Советского Союза — уроженцев Городокского района (2020), ул. Баграмяна в Городке (Витебская область)[2]. На стеле нанесен QR-код, позволяющий узнать информацию, посмотреть архивные фотографии и документы Героя.